# Froideville (Jura)
Froideville ist eine Ortschaft und eine Commune déléguée in der französischen Gemeinde Vincent-Froideville mit 63 Einwohnern (Stand 1. Januar 2022) im Département Jura in der Region Bourgogne-Franche-Comté. 
Die Gemeinde Froideville wurde mit Wirkung vom 1. April 2016 mit der Gemeinde Vincent zur Commune nouvelle Vincent-Froideville zusammengelegt. Sie gehörte zum Arrondissement Lons-le-Saunier und zum Kanton Bletterans. 

## Geografie
Die Nachbarorte sind Bois-de-Gand im Nordosten, Recanoz im Osten, Lombard im Südosten, Vincent im Süden, Commenailles im Westen und La Chaux-en-Bresse im Nordwesten. 
Im Südosten von Froideville liegt ein kleiner See namens Étang de la Bru.

## Bevölkerungsentwicklung

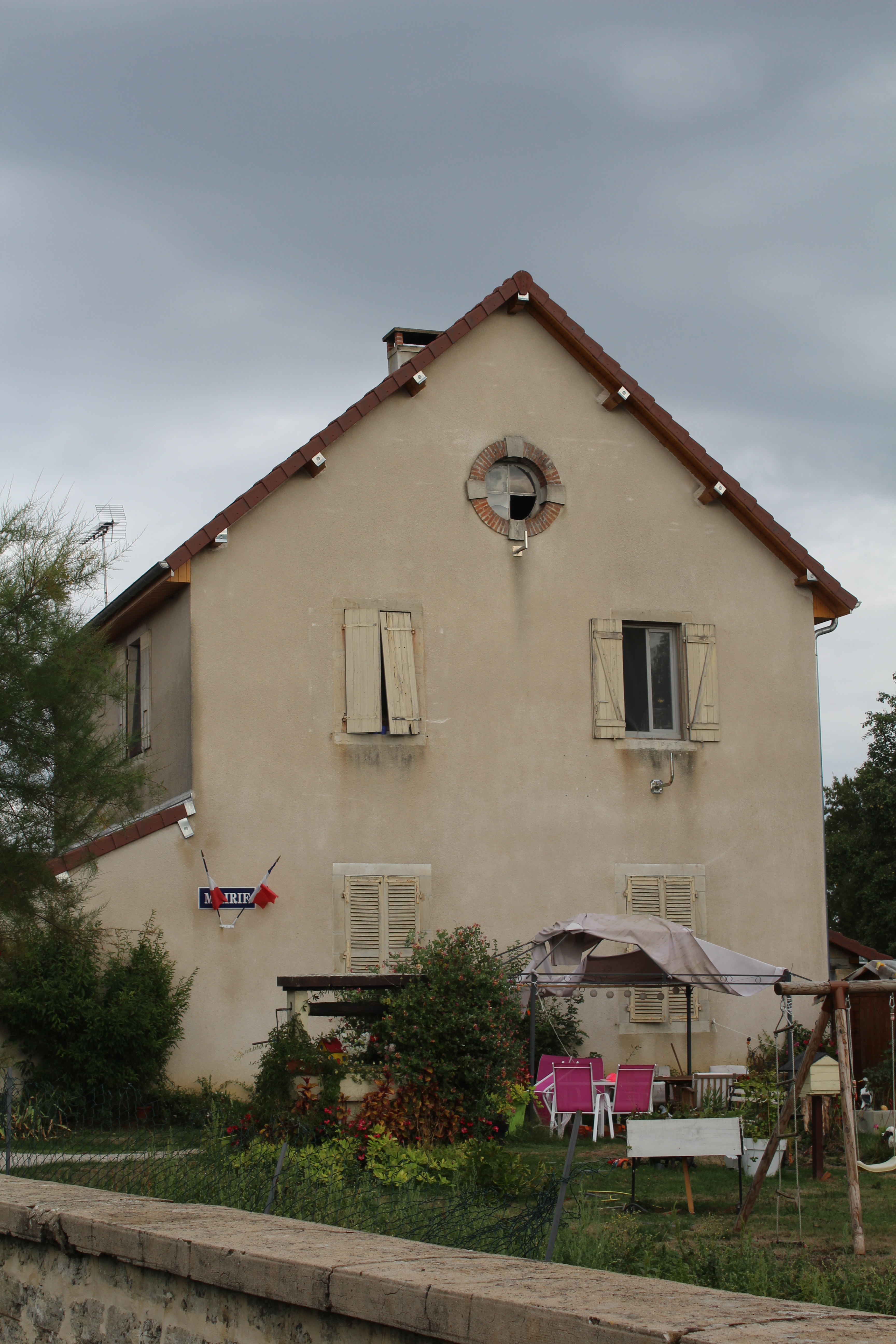
Ehemalige Mairie Froideville

| 1962 | 1968 | 1975 | 1982 | 1990 | 1999 | 2008 | 2017 |
| ---- | ---- | ---- | ---- | ---- | ---- | ---- | ---- |
| 70   | 76   | 72   | 59   | 54   | 51   | 77   | 64   |